# Pion
El pion (abreviatura del vocablo griego pi meson) es el nombre que conjuntamente reciben tres partículas subatómicas:  π0, π+, π−. Es un mesón y, como tal, actúa como partícula portadora de la interacción nuclear fuerte. Está compuesto por un cuark y un anticuark y es el más ligero de todos los mesones. Los piones con carga son inestables con una vida media de 26,033 nanosegundos desintegrándose en un muon y en un neutrino muónico. Los piones neutros son todavía más inestables, con una vida media de 8,5 × 10−17 segundos, y se desintegran en dos fotones en forma de rayos gamma.

## Propiedades básicas
Los piones tienen espín cero, y están compuestos por un quark "up" y otro "anti-down" componen el π+, mientras que un cuark "down" y otro "anti-up" componen el π−, su antipartícula. La combinación "up-antiup" y "down-antidown" constituyen el π0, el cual es su propia antipartícula.
El mesón π± tiene una masa de 139,6 MeV/c2 y una vida media de 2,6 × 10−8 segundos en su sistema de referencia. La desintegración principal es en un antimuón y un neutrino muónico o bien en un muon y un antineutrino muónico en el caso de que la carga del pion sea negativa:

{\displaystyle {\begin{cases}\pi ^{+}\to \mu ^{+}+\nu _{\mu }\\\pi ^{-}\to \mu ^{-}+{\bar {\nu }}_{\mu }\end{cases}}}

El π0 es un poco más ligero, teniendo una masa de 135,0 MeV/c2 y una vida media mucho más corta, de 8,4 × 10−17 segundos. La desintegración principal es la de dos fotones:

{\displaystyle \pi ^{0}\to 2\gamma }

## Estabilidad de los núcleos
La mayoría de núcleos atómicos por debajo de un cierto peso atómico y que además presentan un equilibrio entre el número de neutrones y el número de protones (número atómico) son estables. Sin embargo, se sabe que los neutrones aislados y los núcleos con demasiados neutrones (o demasiados protones) son inestables.
La explicación de esta estabilidad de los núcleos reside en los piones. Aisladamente los neutrones pueden sufrir vía interacción débil la siguiente desintegración, donde un neutrón se desintegra en un protón junto con un electrón más un antineutrino electrónico:

(1){\displaystyle n^{0}\to p^{+}+e^{-}+{\bar {\nu }}_{e}}

Sin embargo, dentro del núcleo atómico la cercanía entre neutrones y protones hace que sean mucho más rápidas, vía interacción fuerte las reacciones:

(2){\displaystyle {\begin{cases}n^{0}\rightleftarrows p^{+}+\pi ^{-}\\p^{+}\rightleftarrows n^{0}+\pi ^{+}\end{cases}}}

Esto hace que continuamente los neutrones del núcleo se transformen en protones, y algunos protones en neutrones. Esto hace que la reacción (1) apenas tenga tiempo de acontecer, lo que explica que los neutrones de los núcleos atómicos sean mucho más estables que los neutrones aislados. Si el número de protones y neutrones es desequilibrado, se abre la posibilidad de que en cada momento haya más neutrones y sea más fácil la ocurrencia de la reacción (1).

## Aproximación al campo piónico
La fuerza que mantiene unidos los nucleones (protones y neutrones) en el interior del núcleo atómico se debe, como se ha dicho, al intercambio de piones, cuyo efecto es una fuerza atractiva entre nucleones. Si bien dicha fuerza no es completamente central, ya que parece existir influencia de los espines de los nucleones, el potencial atractivo debido a esa fuerza se considera que se puede aproximar por el potencial de Yukawa, por lo que cada nucleón ejercería una fuerza sobre los nucleones circundantes aproximadamente igual a:

{\displaystyle F(r)=-{\frac {g_{s}}{4\pi }}(1+\alpha r){\frac {e^{-\alpha r}}{r^{2}}}}

Siendo r la distancia al nucleón, {\displaystyle g_{s}} y {\displaystyle \alpha } dos constantes físicas que deben determinarse experimentalmente. El hecho de que  {\displaystyle \alpha >0} explicaría que la fuerza se anulara a efectos prácticos para distancias superiores a las del núcleo atómico.